# Leandar Kelentrić
Leandar Kelentrić (Rijeka, Hrvatska, 16. travnja 1975.) je hrvatski nogometaš. 
Karijeru započeo u redovima HNK Rijeka 1984. godine, debitiravši za prvu momčad 1993. godine u susretu protiv Inkera iz Zaprešića na stadionu Kantrida, pod trenerskom palicom Srećka Juričića. Igrao je na pozicijama lijevog i desnog braniča. Dana 1. lipnja 1994. nastupa u prvoj utakmici finala Hrvatskog kupa u Maksimiru protiv Croatie Zagreb (0:2) na poziciji desnog braniča. 
Rijeku napušta u lipnju 1996. godine i prelazi u redove Pomorca iz Kostrene.